# Mătișești (Ciuruleasa), Alba
Mătișești este un sat în comuna Ciuruleasa din județul Alba, Transilvania, România.